# Yohann Bagot
Yohann Bagot (* 6. September 1987 in Salon-de-Provence) ist ein ehemaliger französischer Straßenradrennfahrer. Er war Profi von 2011 bis 2019.

## Ausbildung
Bis 2008 studierte er Biologie, entschied sich dann, sich vollständig dem Radsport zu widmen.

## Sportliche Karriere
In seiner Jugend widmete er sich der Leichtathletik, bevor er im Alter von 17 Jahren zum Radsport kam. Ab 2007 fuhr er für das französische Amateurteam VC La Pomme Marseille und war 2007  bis er 2011 ins Profilager zum Team Cofidis, le Crédit en Ligne wechselte. Bereits in seiner ersten Saison als Profi nahm er an der Vuelta teil, diese beendet er als 116. der Gesamtwertung. 2012 nahm er wieder teil, konnte aber aufgrund eines Ellenbogenbruches, den er sich während der 7. Etappe zuzog, nicht mehr zur 8. Etappe antreten. Bei der Türkei-Rundfahrt 2013 fuhr er bei der 6. Etappe auf den zweiten Platz und wurde nach der Disqualifikation des türkischen Fahrers Mustafa Sayar zum Etappensieger erklärt und belegte in der Gesamtwertung den zweiten Platz 3 Sekunden hinter dem Eritreer Natnael Berhane. Später im Jahr nahm er an der Tour de France 2013 teil, schied nach der 3. Etappe aufgrund von Verdauungsproblemen aus. 2015 belegte er in den Gesamtwertungen den 4. Platz bei der Tour du Gévaudan Languedoc-Roussillon, den 7. Platz bei der Luxemburg-Rundfahrt und den 10. Platz bei der Tour du Haut Var. In den folgenden beiden Jahren erreichte er 2016 den 5. Platz bei La Méditerranéenne, den 10. Platz bei Rhône-Alpes Isère Tour und 2017 nochmals den 5. Platz bei Rhône-Alpes Isère Tour.
2018 wechselte er zu dem Team Vital Concept Cycling Club und beendete 2019 in diesem Team seine Profikarriere.

## Familiäres
Yohann Bagot ist der Sohn des ehemaligen Radsportlers Jean-Claude Bagot.

## Erfolge
2010
- Paris–Mantes-en-Yvelines

2013
- Gesamtwertung und eine Etappe Tour du Gévaudan Languedoc-Roussillon
- eine Etappe Türkei-Rundfahrt

## Grand Tours-Platzierungen
| Grand Tour            | 2011 | 2012 | 2013 | 2014 | 2015 | 2016 |
| --------------------- | ---- | ---- | ---- | ---- | ---- | ---- |
| Giro d’ItaliaGiro     | –    | –    | –    | –    | –    | –    |
| Tour de FranceTour    | –    | –    | DNF  | –    | –    | –    |
| Vuelta a EspañaVuelta | 116  | DNF  | 21   | 119  | 98   | DNF  |